# Santa María Apaxco
Santa María Apaxco, är en ort i Mexiko, tillhörande kommunen Apaxco i den nordvästra delen av delstaten Mexiko, i den centrala delen av landet. Orten hade 3 747 invånare vid folkräkningen 2010, och är kommunens näst största samhälle.